# Yerson Opazo
Yerson Flavio Opazo Riquelme (Villarrica, Chile, 24 de diciembre de 1984) es un exfutbolista chileno.

## Trayectoria

### Universidad de Chile
Comenzó en las divisiones inferiores de Universidad de Chile pasando por todas sus categorías. Subió al primer equipo en 2004 con 20 años pero solo fue citado a partidos amistosos y no debutó en fútbol profesional.
Su debut profesional se produjo en el Apertura 2005 frente a Everton, cuyo partido fue perdido por 3-2. No fue inscrito en el plantel de la Copa Libertadores de 2005 y fue enviado a préstamo a Deportes La Serena ya que el técnico Héctor Pinto no lo tenía considerado.
Para la próxima temporada, Opazo regresó a la Universidad de Chile, pero fue en muchas ocasiones al banco debido a la presencia del experimentado Alonso Zúñiga y la aparición de Marcelo Díaz, jugadores que habitualmente eran titulares en su posición de lateral derecho. En el Clausura 2006, Opazo anotó su primer gol en su carrera competitiva, el 22 de octubre en la victoria por 2-0 sobre Santiago Wanderers. En 2007, tuvo un momento opaco de su carrera y su vida, él sólo jugó 3 partidos para el torneo Apertura y protagonizó un escándalo con su compañero de equipo Mauricio Pinilla en una discoteca y fue despedido del club.

### Deportes La Serena
Después de un semestre donde apenas tuvo actividad futbolística, Opazo fue firmado por Deportes La Serena en el segundo semestre de 2005, consiguiendo llegar a la semifinal del Torneo Clausura de ese año, en una emocionante definición, tras eliminar mediante lanzamientos penales a Colo-Colo. (4-1) luego de conseguir un empate 3-3 en la revancha disputada en el Estadio Monumental. En la campaña de ese torneo fue una de las principales figuras granates, sin embargo su rival en semifinal fue el cuadro de Universidad Católica con el cual empataron 3-3 de local y en el partido de ida en el Estadio San Carlos de Apoquindo se perdió por la cuenta mínima. El 26 de enero de 2008, volvió al club para un partido del torneo Apertura 2008 ante Audax Italiano en un 0-0  el Estadio Monumental. Completó una buena temporada en Serena, jugando todos los partidos de su club y que contribuye mucho en el esquema del entrenador Víctor Hugo Castañeda. Debido a su actuación, esto hizo que Yerson tendría la oportunidad de ser transferido a Colo-Colo.

### Colo-Colo
Firmó por Colo-Colo a fines del 2008 para jugar el Apertura 2009 y la Copa Libertadores 2009 donde solo juega 7 partidos y fue principalmente banca y no tuvo la posibilidad de consolidarse en el equipo, finalmente a mitad de semestre Hugo Tocalli no toma en cuenta a Yerson y parte a O'Higgins.

### O'Higgins
Para el torneo de Clausura 2009 llega a Rancagua pedido explícitamente por el técnico Jorge Sampaoli en los celestes se convierte en un jugador importante y dueño de la banda derecha siendo utilizado la mayor parte del campeonato. 
Durante el 2010 con el técnico Roberto Hernández jugó los 31 partidos del torneo y adquirió la regularidad que el andaba buscando. Lo mismo ocurrió el Apertura y Clausura del 2011 con Ivo Basay jugó los 37 partidos y solo fue sustituido 4 veces en el año. En el Apertura 2011, en la primera fecha del torneo, anotó su primer gol en O'Higgins en la derrota por 3-1 con Unión San Felipe.
En el Apertura 2012 con Eduardo Berizzo cumple una de sus mejores temporadas en el club llegando a una final histórica contra la Universidad de Chile perdiendo por penales en el cual logran el subcampeonato en un polémico duelo en el Estadio Nacional dirigido por Enrique Osses. La segunda parte del año participa en la Copa Sudamericana 2012 luego de 21 años en el que el club no había participado en torneos internacionales, jugando 2 partidos contra Cerro Porteño empatando 3-3 en Rancagua y perdiendo 4-0 en Paraguay quedando eliminado de la copa.
Para el torneo de Apertura 2013 es su mejor año en el club, llegando a una final el 10 de diciembre del 2013 contra la Universidad Católica en el Estadio Nacional siendo una de las figuras del encuentro y partícipe en el gol que marcó Pedro Pablo Hernández en un tiro libre que el sirvió. Finalmente se consolidó como campeón de dicho torneo y consigue la primera estrella para los Rancagüinos y los clasifica a Copa Libertadores 2014.
En Copa Libertadores jugó los 6 partidos y quedó en la historia del club después de 30 años el club volvía a ganar en este torneo continental (con su gol al Deportivo Cali venciendo finalmente por 1-0 en el Estadio Monumental. El segundo gol se lo marcó precisamente a los colombianos pero en el Estadio Olímpico Pascual Guerrero con un remate de 30 metros y siendo uno de los mejores goles de la copa. 
El 3 de mayo de 2014 vuelve a jugar una final de torneo la Supercopa de Chile contra Deportes Iquique en el Estadio San Carlos de Apoquindo empatando 1-1 y ganando en penales en el cual Opazo marcó su lanzamiento. Actualmente es uno de los referentes del club llegando a jugar por torneos nacionales e internacionales cerca de 200 partidos oficiales. A mediados de 2015 se confirma su préstamo en Huachipato por una temporada.

## Selección nacional
Es convocado por primera vez a la selección adulta el 14 de noviembre de 2012 para disputar un amistoso contra la selección Serbia, ingresando en el minuto 46 por Manuel Iturra en la derrota por 1-3. Posteriormente siguió siendo considerado por Claudio Borghi en las Eliminatorias Sudamericanas para Brasil 2014 pero no disputó partidos.

### Partidos internacionales
| Partidos internacionales | Partidos internacionales | Partidos internacionales    | Partidos internacionales | Partidos internacionales | Partidos internacionales | Partidos internacionales | Partidos internacionales | Partidos internacionales | Partidos internacionales |
| N.º                      | Fecha                    | Estadio                     | Local                    | Resultado                | Visitante                | Goles                    | Competición              |                          |                          |
| ------------------------ | ------------------------ | --------------------------- | ------------------------ | ------------------------ | ------------------------ | ------------------------ | ------------------------ | ------------------------ | ------------------------ |
| 1                        | 14 de noviembre de 2012  | AFG Arena, St Gallen, Suiza | Chile                    | 1-3                      | Serbia                   |                          | Amistoso                 |                          |                          |
| Total                    | Total                    | Total                       | Presencias               | 1                        | Goles                    | 0                        |                          |                          |                          |

| Selección chilena | Selección chilena | Selección chilena |
| Año               | Partidos          | Goles             |
| ----------------- | ----------------- | ----------------- |
| 2012              | 1                 | 0                 |
| Total             | 1                 | 0                 |

## Estadísticas
| Universidad de Chile · Chile                                                                 | 1.ª           | 2005          | 2   | 0 | -  | - | -  | - | 2   | 0 |
| Universidad de Chile · Chile                                                                 | Total         | Total         | 2   | 0 | 0  | 0 | 0  | 0 | 2   | 0 |
| Deportes La Serena · Chile                                                                   | 1.ª           | 2005          | 18  | 0 | -  | - | -  | - | 18  | 0 |
| Deportes La Serena · Chile                                                                   | Total         | Total         | 18  | 0 | 0  | 0 | 0  | 0 | 18  | 0 |
| Universidad de Chile · Chile                                                                 | 1.ª           | 2006          | 11  | 1 | -  | - | -  | - | 11  | 1 |
| Universidad de Chile · Chile                                                                 | 1.ª           | 2007          | 1   | 0 | -  | - | -  | - | 3   | 0 |
| Universidad de Chile · Chile                                                                 | Total         | Total         | 14  | 1 | 0  | 0 | 0  | 0 | 14  | 1 |
| Deportes La Serena · Chile                                                                   | 1.ª           | 2008          | 34  | 0 | 0  | 0 | -  | - | 34  | 0 |
| Deportes La Serena · Chile                                                                   | Total         | Total         | 34  | 0 | 0  | 0 | 0  | 0 | 34  | 0 |
| Colo-Colo · Chile                                                                            | 1.ª           | 2009          | 7   | 0 | 0  | 0 | 2  | 0 | 9   | 0 |
| Colo-Colo · Chile                                                                            | Total         | Total         | 7   | 0 | 0  | 0 | 2  | 0 | 9   | 0 |
| O'Higgins · Chile                                                                            | 1.ª           | 2009          | 6   | 0 | 2  | 0 | -  | - | 8   | 0 |
| O'Higgins · Chile                                                                            | 1.ª           | 2010          | 31  | 0 | 2  | 0 | -  | - | 33  | 0 |
| O'Higgins · Chile                                                                            | 1.ª           | 2011          | 37  | 1 | 5  | 0 | -  | - | 42  | 1 |
| O'Higgins · Chile                                                                            | 1.ª           | 2012          | 36  | 1 | 5  | 0 | 2  | 0 | 43  | 1 |
| O'Higgins · Chile                                                                            | 1.ª           | 2013          | 17  | 0 | -  | - | -  | - | 17  | 0 |
| O'Higgins · Chile                                                                            | 1.ª           | 2013-14       | 27  | 2 | 12 | 0 | 6  | 2 | 45  | 4 |
| O'Higgins · Chile                                                                            | 1.ª           | 2014-15       | 32  | 0 | 3  | 0 | -  | - | 35  | 0 |
| Huachipato · Chile                                                                           | 1.ª           | 2015-16       | 26  | 0 | 6  | 0 | 2  | 0 | 34  | 0 |
| Huachipato · Chile                                                                           | Total         | Total         | 26  | 0 | 6  | 0 | 2  | 0 | 34  | 0 |
| O'Higgins · Chile                                                                            | 1.ª           | 2016-17       | 24  | 0 | 1  | 0 | 4  | 0 | 29  | 0 |
| O'Higgins · Chile                                                                            | Total         | Total         | 211 | 4 | 30 | 0 | 12 | 2 | 253 | 6 |
| Total carrera                                                                                | Total carrera | Total carrera | 312 | 5 | 36 | 0 | 16 | 2 | 363 | 7 |
| (1) Incluye datos de Copa Chile. (2) Incluye datos de Copa Libertadores y Copa Sudamericana. |               |               |     |   |    |   |    |   |     |   |

## Palmarés

### Campeonatos nacionales
| Título             | Club      | País  | Año    |
| ------------------ | --------- | ----- | ------ |
| Primera División   | O'Higgins | Chile | 2013-A |
| Supercopa de Chile | O'Higgins | Chile | 2014   |

### Distinciones individuales
| Distinción                   | Año  |
| ---------------------------- | ---- |
| Premio Lateral Derecho ANFP  | 2012 |
| Medalla Santa Cruz de Triana | 2014 |
| Equipo ideal del SIFUP       | 2014 |